# Eutelia caesia
Eutelia caesia là một loài bướm đêm trong họ Noctuidae.